# Ondorshil
L′Ondorshil est un type de la race du cheval mongol. Il est réputé pour ses performances en courses et sous la selle. Les juments donnent leur lait. 
Race à faibles effectifs, il se trouve en danger d'extinction. 

## Histoire
Cette race est caractérisée en 2019, et constitue un sous-groupe local du cheval mongol. 

## Description
L'Ondorshil toise environ 1,35 m chez les mâles, pour 1,32 m chez les femelles. Le poids moyen respectif est de 372 et 344 kg. Le poids de naissance est entre 24 et 26 kg. 
La robe est décrite comme « blanche », mais est plus vraisemblablement grise. 
Ces chevaux sont élevés de façon extensive, à l'extérieur et en système nomade toute l'année. L'animal est considéré comme adulte à 3 ans (36 mois). L'âge moyen du premier poulinage de la jument se situe entre 44 et 47 mois. 
Le suivi de la race est assuré par le Batsuren Dawaasuren, dépendant du ministère de l'agriculture de Mongolie. 

## Utilisation
La race est destinée aux courses et à la selle. Elle est aussi élevée pour sa viande, avec un poids moyen de rendu en carcasse de 207,4 kg. 
Les juments donnent en moyenne 3 100 à 3 200 kg de lait par lactation annuelle. 

## Diffusion de l'élevage
L'Ondorshil est une race indigène à la Mongolie. Ses effectifs sont estimés à un peu moins de 2 700 têtes, ce qui le place parmi les races animales en danger d'extinction, selon la FAO.